# South Kirkby
South Kirkby – osada w Anglii, w West Yorkshire, w dystrykcie metropolitalnym Wakefield. Leży 15,8 km od miasta Wakefield, 27,3 km od miasta Leeds i 245,9 km od Londynu. W 2016 miejscowość liczyła 8774 mieszkańców. W 1961 roku civil parish liczyła 12 222 mieszkańców. South Kirkby jest wspomniana w Domesday Book (1086) jako Cherchebi/Chirchebi.